# Camargo, Tamaulipas
Camargo är en ort i Mexiko.   Den ligger i kommunen Camargo och delstaten Tamaulipas, i den centrala delen av landet, 800 km norr om huvudstaden Mexico City. Camargo ligger 59 meter över havet och antalet invånare är 112.
Terrängen runt Camargo är platt. Runt Camargo är det ganska glesbefolkat, med 22 invånare per kvadratkilometer. Camargo är det största samhället i trakten. Trakten runt Camargo består till största delen av jordbruksmark.